# Вулиця Юрія Поправки
Ву́лиця Ю́рія Попра́вки — вулиця в Дніпровському районі міста Києва, житловий масив Соцмісто. Пролягає від бульвару Верховної Ради та проспекту Леоніда Каденюка до вулиці Гетьмана Павла Полуботка.
Прилучаються вулиці Краківська і Вінстона Черчилля.

## Історія
Вулиця виникла у 50-ті роки XX століття під назвою Нова. У 1955 році набула назву Карело-Фінська, у 1961 році деякий час називалася Карельська, з того ж року — вулиця Миколи Лебедєва, на честь революціонера Миколи Лебедєва.
У 1957–1961 роках у Києві існувала вулиця Миколи Лебедєва у Подільському районі у місцевості Біличе поле.
Сучасна назва на честь Героя України Юрія Поправки — з 2017 року.

## Пам'ятники та меморіальні дошки
На будинках № 3 та № 16/38 було встановлено анотаційні дошки на честь Миколи Лебедєва, чиїм ім'ям було названо вулицю. Відкриті в червні 1962, демонтовані 2016 року.

Колишня радянська анотаційна дошка на будинку № 16/38

## Установи та заклади
- Прокуратура Дніпровського району (буд. № 14)
- Військкомат Дніпровського району (буд. № 19-А)